# نوسان نوترینو

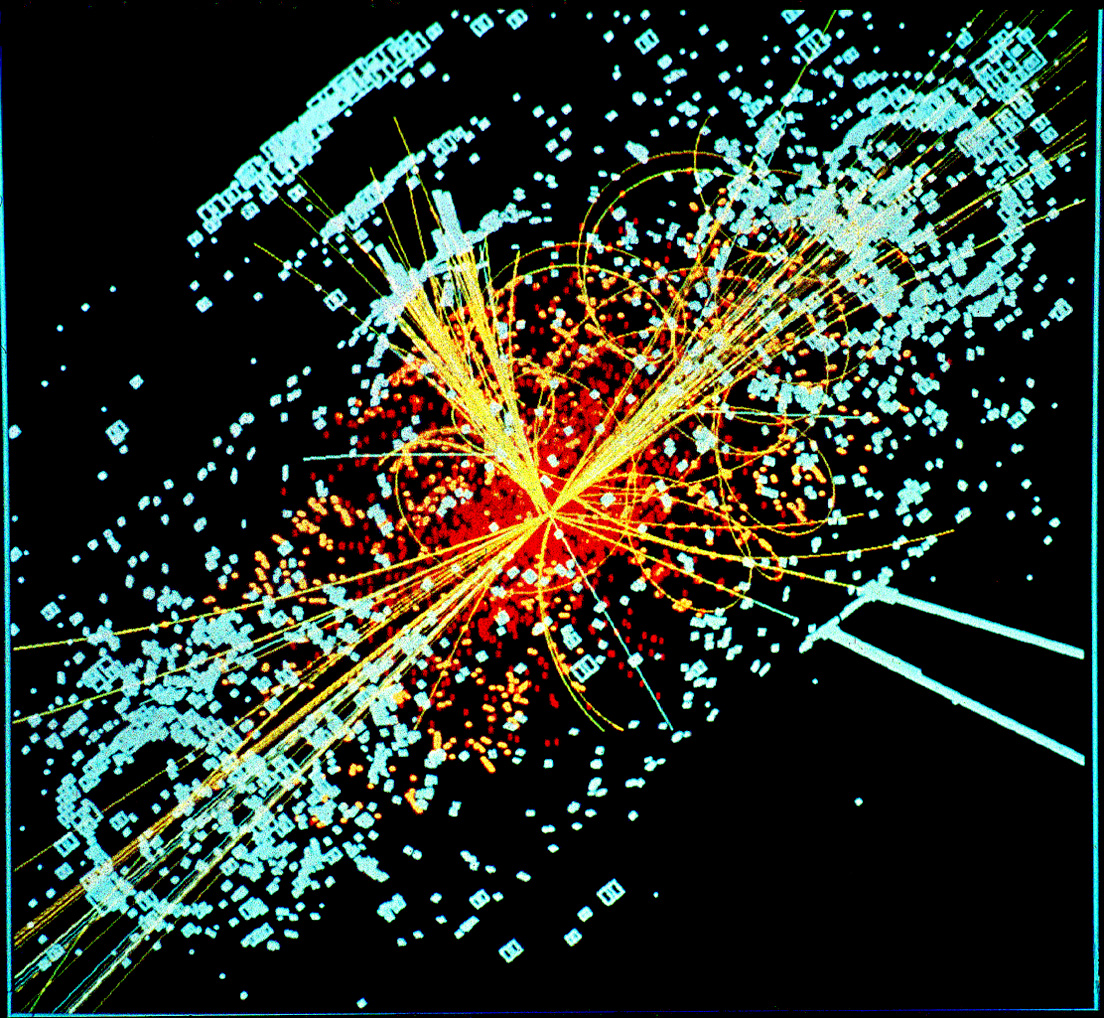
برخورددهندهٔ بزرگ هادرونی

نوسان نوترینو (به انگلیسی: Neutrino oscillation) یک پدیدهٔ مکانیک کوانتومی است که به موجب آن نوترینوی ایجاد شده با
مزهٔ ویژه لپتون: (الکترون، میون یا تاو)؛ در ارزیابی بعدی می‌تواند با طعم دیگری دیده شود.
با انتشار نوترینو در فضا، اندازه‌گیری‌های بعدی؛ برای یافتن طعم دلخواهی از نوترینو، در هر دوره از اندازه‌گیری نتیجهٔ متفاوت و متغیری را نشان داده‌است. این پدیده را نخستین بار برونو پونته‌کوروو در سال ۱۹۵۷ میلادی پیش‌بینی کرد
پدیدهٔ نوسان نوترینو از آن زمان تاکنون توسط بسیاری از آزمایش‌ها در زمینه‌های مختلف مشاهده و پشتیبانی شده‌است. روشن شدن پدیده نوسان نوترینو باعث شد که برای مسئلهٔ نوترینوی خورشیدی که سال‌ها بی‌جواب مانده بود بالاخره پاسخی پیدا شود.
نخستین آزمایشی که به نتیجهٔ مثبت پدیدهٔ نوسان نوترینو رسید آزمایشی بود که اخترشناسان آمریکایی ریموند دیویس جونیور و جان ان. باکال در معدن طلای هوم استایک و عمق ۱۴۷۸ متری لید، داکوتای جنوبی در اواخر دههٔ شصت میلادی انجام دادند. این دو نفر مدتی بعد برندگان جایزه نوبل شدند.